# Črnogorska kampanja
Črnogorska kampanja je bila kampanja v prvi svetovni vojni, ki je bila del Srbske kampanje, v kateri je Avstro-Ogrska premagala in zasedla ozemelje Črne gore, zaveznice Srbije.         
Do konca novembra 1915 je bila srbska vojska poražena zaradi avstro-ogrske, nemške in bolgarske invazije. Velik del srbske vojske se je zato umaknil v Črno goro in Albanijo, ladje antantnih sil pa so 12. decembra 1915 začele z evakuacijo čet najprej na otok Krf v Jonskem morju in kasneje v Italijo.
Avstro-Ogrsko vrhovno poveljstvo, ki je imelo takrat sedež v Teschenu, se je odločilo, da bo uspešen napad v Srbiji izkoristilo za poraz Črne gore. Črnogorska vojska, ki se je borila skupaj s svojimi srbskimi zavezniki, se je nato umaknila na svoje ozemlje, vendar se je še vedno upirala centralnim silam. Poleg tega je avstrijski vrhovni poveljnik Conrad von Hötzendorf želel zavzeti italijanska albanska pristanišča Durazzo in Valona. 
Dva avstrijska korpusa sta bila za to nalogo najeta decembra 1915. Eden je deloval na zahodu pod poveljstvom Stjepana Sarkotića med Trebinjem in Kotorjem ter je najel številne izkušene čete iz Bosne in Hercegovine in Dalmacije. Avstrijci so napadli glavno vojašnico črnogorske vojske, zbrano okoli gore Lovćen, podprto s francoskim topništvom, drugi napad pa so načrtovali izvesti vzhodneje od Trebinja. Na vzhodu in severu naj bi avstrijski korpus pod poveljstvom Hermanna Kövessa von Kövessháze napadel tamkajšnje črnogorske čete.

## Vzhodna fronta
Prvi avstrijski korpus, ki je na skrivaj nadziral umikajočo se črnogorsko vojsko, je dobil dve nalogi. Prva naloga je bila upočasniti črnogorske čete; za to sta bili uporabljeni 62. in 53. pehotna divizija. Druga naloga pa je zahtevala, da korpus doseže črnogorsko mejo, da bi s tem lahko avstrijska vojska lažje zavzela Podgorico.
62. in 53. pehotna divizija sta 5. januarja 1916 s severovzhoda vstopili v Črno goro in dosegli breg reke Tare, nato pa napredovali proti Pljevljem in Bijelemu Polju, kjer so jih v bitki pri Mojkovcu premagali Črnogorci. Hkrati sta avstro-ogrska 10. in 18. gorska brigada napredovali iz Novega Pazarja in 10. januarja zavzeli mesto Berane. 205. in 9. gorska brigada sta napredovali zahodno od Prištine in zavzeli vasi Peč in Velika. 57. pehotna divizija je napredovala naprej od Prizrena. 

## Zahodna fronta
Gora Lovćen je bila ključni obrambni položaj črnogorske vojske, ki so jo s približno dvema tretjinama svojih sil branili pred napadom. 8. avgusta 1914 je črnogorsko vrhovno poveljstvo izvedlo operacije proti avstro-ogrski pomorski bazi v Kotorskem zalivu, najjužnejši avstro-ogrski bazi v Jadranskem morju. Tik čez mejo ob gore Lovćen, kjer je črnogorska vojska postavila več topniškega streliva, so istega dne črnogorske čete začele streljati na avstro-ogrske utrdbe v Kotorju, ki jih je ukazal zgraditi avstro-ogrski (hrvaški) general Stjepan Sarkotić. Utrdbe in oklepna križarka SMS Kaiser Karl VI so začele streljati. Vendar so 13. septembra iz Pulja prispele avstrijske okrepitve z tremi bojnimi ladjami. To so bile SMS Monarch, SMS Wien in SMS Budapest. S tem so premagali Črnogorce, ki so se kljub temu več tednov borili s topovi skoraj vsak dan. 
Z vstopom Francije v vojno so Francozi spoznali, da bi bila bitka pri Kotorju lahko koristna za njihovo lastno mornarico, zato so 18. in 19. septembra v Antivariju iztovorili veliko zalogo topov, ki je vključevala štiri 15 centimeterske in štiri 12 centimeterske pomorske puške. Francozi so potrebovali mesec dni, da so pripeljali strelivo v Črno goro, a so s časoma prispeli na cilj. 19. oktobra so francoske puške začele streljati na avstro-ogrske položaje. Avstro-Ogrska je hitro ukrepala in 21. oktobra je admiral Anton Haus v boj poslal bojno ladjo SMS Radetzky. S štirimi puškami, širokimi do 30,5 cm in štirimi pištolami, širokimi do 24 cm, je imela Radetzky veliko možnost za zmago v bitki, kar bi Avstro-Ogrski prineslo veliko korist. Pomorska hidroplana sta bila najeta za fotografiranje in sprejemanje natančnih položajev, ob 16:27 22. oktobra pa so vse bojne ladje začele streljati na te položaje. Radetzky je z puškami uspela izvesti številne neposredne zadetke na utrjenih položajih na gori. Radetzky je 26. oktobra pred sončnim vzhodom začela streljati, tako da je Francoze in Črnogorce premagala in med hudim bombardiranjem so bile uničene številne utrdbe. 
Do 10. ure se je zavezniško streljanje z gore Lovćen ustavilo. Naslednji dan je Radetzky pripeljala vojaško osebje na obalo in nato izvedla še dodatne napade na zavezniške položaje. Do novembra se je francosko vrhovno poveljstvo odločilo, da opusti kampanjo, Radetzky pa se je 16. decembra vrnila v Pulj.   
8. januarja 1916 se je začel nov napad na črnogorske sile na gori Lovćen z množičnim bombardiranjem, temu pa je nato sledila ofenziva avstro-ogrske vojske v Črno goro. Avstrijska obalna bojna ladja Budimpešta je bila ponovno najeta za pomoč četam za prevoz proti obali, kjer so se izkrcali in se odpravili na Lovćeno. To je privedlo do tako dobrega učinka, da so 10. januarja avstro-ogrske čete zavzele prelaz gore Lovćen in sosednje visoke prelaze. Dve veliki bombardiranji gore Lovćen sta črnogorsko vojsko prisilili k umiku in do 11. januarja je bila gora Lovćen v avstrijskih rokah. 
Medtem sta dve neodvisni brigadi pod vodstvom maršala Brauna napredovali proti Nikšiću in zagrozili z še večjim napadom na Črnogorce. General Braun pa je kmalu naletel na velik odpor in napredovanje njegove vojske se je upočasnilo.
13. januarja 1916 je poveljništvo avstro-ogrske vojske doseglo črnogorsko prestolnico Cetinje in jo zasedlo.

## Premirje
Pogajanja o premirju so se začela 13. januarja, po padcu Cetinja. Ko so mu povedali pogoje, je črnogorski kralj Nikola I. sprva zavrnil podpis premirja in odšel v Albanijo, od tam pa je 19. januarja odpotoval v Italijo. Od tam je izdal ukaz Janku Vukotiću, v katerem je zahteval, naj se vojska še naprej bori in se s Srbskimi četami nazadnje umakne v Albanijo ter na otok Krf. Toda vladni ministri, ki so ostali v Črni gori, so črnogorskim oboroženim silam ukazali predajo, s čimer so podpisali premirje. S tem je bila Črna gora poražena in okupirana z strani avstro-ogrskih sil. 
1. marca je bila ustanovljena začasna vojaška vlada pod vodstvom Viktorja Weberja Edlerja von Webenaua, 10. julija 1917 ga je nadomestil Heinrich Clam-Martinic, ki je to mesto opravljal do konca vojne. 
V naslednjih tednih so čete 3. avstro-ogrske vojske zasedle preostalo Črno goro in vdrle v Albanijo ter konec februarja zavzele Scutari in nazadnje še Durazzo.